# Дворец торжественных обрядов (Тбилиси)
Дворец торжественных обрядов (груз. ქორწინების სახლი) — здание в Тбилиси, Грузия, построенное по проекту архитекторов Виктора Джорбенадзе и Важи Орбеладзе. Было построено в 1985 году как место для проведения свадеб. Находится на улице Бочорма, 21.
После выхода Грузии из состава СССР дворец оказался заброшен, а в 2002 году куплен предпринимателем Бадри Патаркацишвили, который переименовал его в дворец «Аркадия». В настоящее время здание закрыто, территория находится в частной собственности.

## История

Вид на дворец бракосочетания

Здание построено в Тбилиси в 1980—1985 годах по проекту архитекторов Виктора Джорбенадзе и Важи Орбеладзе для проведения торжественных обрядов.
Одной из первых церемоний, которую провели в новом дворце, была свадьба певицы Тамары Гвердцители в 1987 году, на которой присутствовали министр иностранных дел СССР Эдуард Шеварднадзе и премьер-министр Великобритании Маргарет Тэтчер. Фронтмен Deep Purple Иэн Гиллан обновил в нем свои клятвы с женой Броной во время гастролей в 1990 году.
После выхода Грузии из состава СССР дворец оказался невостребованным и несколько лет простоял заброшенным.
После покупки в 2002 году здания предпринимателем Бадри Патаркацишвили оно стало жилым и приобрело также название дворец «Аркадия» по имени владельца. Патаркацишвили после смерти в 2008 году был похоронен в саду дворца. В 2018 году установлен памятник Патаркацишвили.

## Архитектура
Архитектурное решение Дворца торжественных обрядов нередко сравнивают с храмовой архитектурой. Так, например, главный редактор журнала «Citizen K» Фредерик Шобен сказал: «Дворец торжественных обрядов в Тбилиси — словно собор из другого, иллюзорного мира». Эксперты отмечают сходство стилистических решений Джорбенадзе и Орбеладзе, реализованных при строительстве дворца, с архитектурой модернистских церквей Ле Корбюзье и Нимейера.
Также отмечается, что для дворца использовались решения бионической архитектуры.